# Операція «Альбумен»
Операція «Альбумен» (англ. Operation Albumen) — спеціальна операція британських командос зі знищення бойових літаків та інфраструктури аеродромів Люфтваффе у Іракліоні, Тімпакі, Малеме та Кастеллі на території окупованого німецькими військами грецького острову Крит у ході Середземноморської кампанії під час Другої світової війни.
Метою операції «Альбумен» військ спеціального призначення визначалося максимальне завдання збитку німецькій авіації, щоб запобігти її використання на підтримку Африканського корпусу генерала Е.Роммеля у кампанії в Західній пустелі. Одночасно з операцією «Альбумен», що стала першою операцією союзників такого роду на території Європи, провадилися рейдові дії диверсійного характеру проти мережі німецько-італійських аеродромів у Бенгазі, Дерна і Барка у Лівії